# Vol 920
Vol 920 est une émission de téléréalité québécoise produite par Productions J durant deux saisons, et diffusée entre le 21 septembre 2014 et le 6 décembre 2015 sur le réseau TVA.

## Synopsis
Vingt candidats célibataires, dix filles et dix garçons, partent à la conquête du globe et de l’amour dans neuf destinations exotiques. Sur place, ils découvrent la culture locale, apprennent à se connaître, créent des liens et font des alliances, en plus de participer à des défis qui pourraient leur permettre de remporter leur billet pour poursuivre l’aventure. Des épisodes hebdomadaires de 90 minutes jettent la lumière sur leurs tribulations, leurs joies, leurs peines, leurs victoires et leurs relations. À la fin de l’épisode, les candidats en possession d’un billet choisissent les participants à qui ils permettront de passer directement à la prochaine destination. Deux filles et deux garçons doivent donc s’affronter dans une épreuve ultime pour avoir la chance d’obtenir leur carte d’embarquement. Un garçon et/ou une fille sont éliminés à la fin de chaque destination.

## Production
Le 8 février 2016, TVA annule l'émission.

### Lieux de tournage
Chaque semaine, l’émission se déplace vers une nouvelle destination. Jusqu’à maintenant, Vol 920 a visité 9 pays, répartis sur les 5 continents.

## Saison 1
1. Botswana
2. Autriche
3. Turquie
4. Népal
5. Taiwan
6. Hong Kong
7. Indonésie (Bali)
8. Australie
9. Chili

## Saison 2
1. Norvège
2. Maroc
3. Russie
4. Inde
5. Kenya
6. Thaïlande
7. Fidji
8. Nouvelle-Zélande
9. Pérou

## Participants

### Saison 1

#### Filles
- Ann-Emmanuelle
- Anne-Julie
- Annick
- Camille
- Émilie
- Henriane
- Joanna
- Joëlle
- Marie-Claude
- Virginie

#### Garçons
- Charles-Olivier
- David
- Éric
- Jérémie
- Ludovic
- Manuel
- Mathieu
- Maxime
- Pierre-Alexandre
- Vincent

### Saison 2

#### Filles
- Ariane
- Audrey
- Marie-Christine
- Marie-Eve
- Marie-Josée
- Marie-Philippe
- Mélanie
- Mélo
- Mélodie
- Virginie

#### Garçons
- Carl
- Chris
- Christopher
- Éric
- Fousseni
- Gabriel
- Marc-André
- Marc-Olivier
- Mikaël
- Raphaël

## Versions étrangères
Le format de television a été exporté en Italie en 2016 avec le titre de Flight 616 (it), transmis sur Italia 1 et présenté par Paola Barale.